# Euonymus morrisonensis
Euonymus morrisonensis là một loài thực vật thuộc họ Celastraceae. Đây là loài đặc hữu của Đài Loan. Chúng hiện đang bị đe dọa vì mất môi trường sống.